# كولن مكارثي
كولن مكارثي (بالإنجليزية: Colin McCarthy)‏ هو لاعب كرة قدم أمريكية أمريكي، ولد في 30 مايو 1988 في بيردسبورو في الولايات المتحدة.

## وصلات خارجية
- كولن مكارثي على موقع مرجع كرة القدم المحترفة.كوم (الإنجليزية)